# Aital Witoszyński
Aital Witoszyński (ur. 25 października 1846 w Wołczy Dolnej, zm. 9 czerwca 1913 w Sanoku) – prawnik, urzędnik, burmistrz Sanoka.

## Życiorys

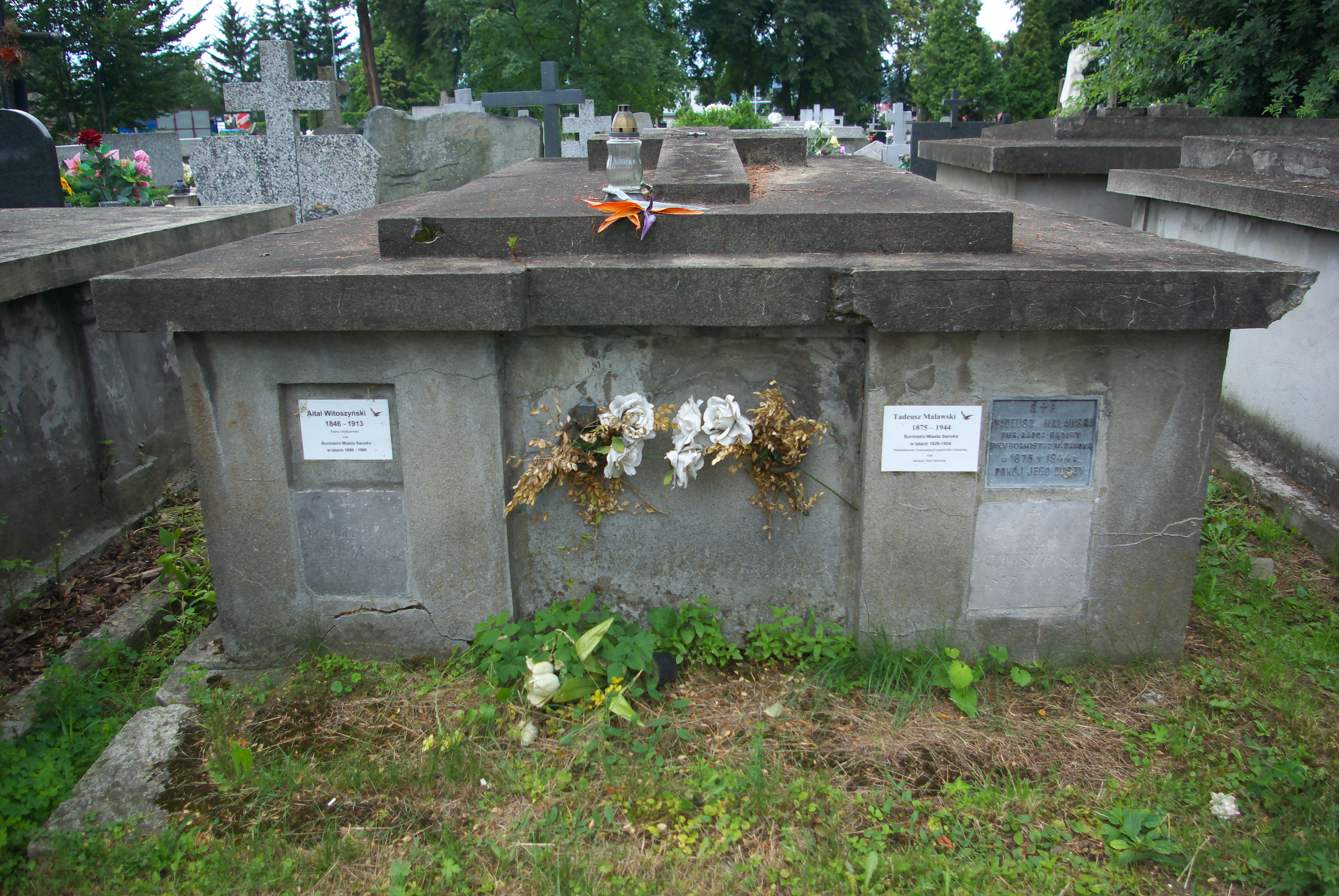
Wspólny grobowiec Aitala Witoszyńskiego i Tadeusza Malawskiego

Z pochodzenia był Rusinem. Syn Piotra Witoszyńskiego, księdza greckokatolickiego i Antoniny z domu Nosalewicz.
Był naczelnikiem filii banku. Uchwałą Rady Miejskiej w Sanoku z 12 lipca 1875 został uznany przynależnym do gminy Sanok. Prowadził kancelarię adwokacką. 31 maja 1879 został wybrany członkiem rady zawiadowczej stowarzyszenia urzędników w Sanoku. Został radnym miejskim Sanoka (trzecia kadencja 1875, czwarta kadencja 1878 – w obu przypadkach jako asesor). Po ustąpieniu Jana Zarewicza 15 maja 1879 został wybrany zastępcą burmistrza Sanoka Cyryla Jaksa Ładyżyńskiego. Po wyborach w 1881 został radnym, po kolejnych wyborach wybrany 18 listopada 1884 (wówczas został ponownie asessorem i zastępcą Ładyżyńskiego), 1887, 1889, 1890, 1891, 1892, 1893, 1894, 1895. Jako zastępca przewodniczył obradom Rady Miasta i był sprawozdawcą. Ponadto w 1886 na jego wniosek Henryk Kieszkowski otrzymał tytuł Honorowego Obywatela Królewskiego Wolnego Miasta Sanoka. W 1887 wszedł w skład komisji rady miejskiej, która miała czynić starania celem zakupu gruntu i stworzenia cmentarza w Sanoku (prócz niego zasiedli w komisji Franciszek Bem i Józef Rynczarski). Został członkiem dyrekcji założonego w 1886 w Sanoku stowarzyszenia spożywczego pod nazwą Okrużnaja Narodnaja Torhowla (obszczerstwo zarej. z ohran. porukoju). Od około 1898 był asesorem ze stanu kupieckiego do senatu dla spraw handlowych przy C. K. Sądzie Obwodowym w Sanoku. 25 marca 1895 został prezesem wydziału Towarzystwa Muzyki Ochotniczej w Sanoku.
Po śmierci Ładyżyńskiego, wpierw na przełomie 1897/1898 w czasie opróżnienia urzędu burmistrza był obok Pawła Hydzika jednym z dwóch zastępców, po czym wybory z 1897 zostały unieważnione, a przy kolejnych 22 grudnia 1898 został wybrany na stanowisko burmistrza Sanoka (jego zastępcami byli Artur Goldhammer i Feliks Giela). W 1903 Witoszyński został ponownie burmistrzem, a jego zastępcą Feliks Giela.
W okresie urzędowania Witoszyńskiego na stanowisku burmistrza:
- podjęto decyzję o budowie koszar wojskowych, a ponadto została poszerzona granica miasta,
- wytyczono kolejne ulice[29],
- otwarto Szkołę Wydziałową w 1899,
- kontynuowano tworzenie parku miejskiego,
- wsparto finansowo budowę Pomnika Tadeusza Kościuszki (zakup i odstąpienie terenu na obecnym placu św. Jana), odsłoniętego w 1902,
- otwarto fabrykę rur betonowych, płyt chodnikowych i krawężników[30],
- wydano zgodę na budowę łaźni rytualnej dla ludności żydowskiej,
- powołano Kasą Oszczędności, nazwaną potem Komunalną K.O. Królewskiego Wolnego Miasta Sanoka 18 grudnia 1903,
- zbudowano nową targowicę (teren obecnej ul. Orzeszkowej),
- rozbudowano rzeźnię miejską, umożliwiając wykorzystanie jej przez Żydów do uboju rytualnego,
- w 1902, dla uczczenia bitwy pod Grunwaldem, nazwę ulicy Lwowkiej przemianowano na Jagiellońską (istnieje do dziś).

11 października 1899 został wybrany do składu C. K. Rady Szkolnej Okręgowej jako delegat miasta Sanoka i zasiadał tamże w kolejnych latach. W sierpniu 1900 wszedł w skład komitetu mieszczańskiego w Sanoku, zajmującego się wyborami do Sejmu Krajowego Galicji. 11 lutego 1904 nowa rada wybrała go ponownie burmistrzem. Był urzędnikiem Powiatowego Towarzystwa Zaliczkowego w Sanoku. Do lipca 1904 był członkiem dyrekcji Powiatowego Towarzystwa Zaliczkowego w Sanoku. 28 grudnia 1904 grupa niezadowolonych radnych złożyła wniosek o powołanie komisji do zbadania informacji o rzekomych nadużyciach burmistrza. Chodziło o zaniedbania w operacjach wekslowych w Komunalnej Kasie Oszczędności, której był dyrektorem. Wynik pracy wykazał częściowo zasadność stawianych zarzutów. Z nieznanych dla sanoczan powodów burmistrz Witoszyński był nieobecny podczas uroczystej wizyty bp. Józefa Sebastiana Pelczara w mieście w dniach 22–23 października 1904. 14 lutego 1905 Aital Witoszyński złożył dymisję z urzędu burmistrza, wówczas nie zdołano wybrać jego następcy, a funkcjŁ zastępcy burmistrza pełnili Feliks Giela i Natan Nebenzahl.
25 lutego 1905 zapadł wyrok sądowy w sprawie wytoczonej przez Witoszyńskiego przeciw Adamowi Pytlowi o obrazę czci (21 grudnia 1904 Pytel stwierdził, że delegat towarzystw gospodarczo-zarobkowych Garczyński badający stan księgi Towarzystwa Zaliczkowego w Sanoku, uznał, że Witoszyński jako urzędnik tej instytucji dopuścił się kradzieży; w ramach procesu potwierdzili to świadkowie), w którym sąd uwolnił Pytla od oskarżenia. Zasiadał w Radzie c. k. powiatu sanockiego, wybrany z grupy gmin miejskich, pełnił mandat w kolejnych latach, przejściowo (około 1897) sprawując funkcję zastępcy członka wydziału powiatowego, ponownie wybrany w 1903 z grupy gmin miejskich, pełnił funkcję zastępcy członka wydziału powiatowego, raz jeszcze wybrany w 1907 z grupy gmin miejskich, pełnił funkcję zastępcy członka wydziału powiatowego.
W 1891 został członkiem korespondentem Izby Handlowo-Przemysłowej we Lwowie. Był członkiem zwyczajnym Macierzy Szkolnej dla Księstwa Cieszyńskiego. Był członkiem sanockiego gniazda Polskiego Towarzystwa Gimnastycznego „Sokół”. W 1896 komitetu Kolonii Rymanowskiej.
Jego żoną była Matylda z domu Reck (1856-1917). Mieli syna Romana (ur. 1874, absolwent C. K. Gimnazjum Męskiego w Sanoku i studiów prawa, podoficer C. K. Armii, urzędnik, adwokat, od 1903 żonaty z Marią Tomek, córką radcy C. K. Sądu Obwodowego w Sanoku, Ferdynanda Tomka) i córkę Jadwigę Marię (1876-1948, wzgl. Maria Jadwiga). Córka od 1899 była żoną dr. Teodozego Hubricha, radcy C. K. Sądu Obwodowego w Sanoku, radnego miasta Buczacza, zmarłego w Sanoku na krótko przed 23 stycznia 1901, a w 1905 wyszła ponownie za mąż, także prawnika, dr. Tadeusza Malawskiego, późniejszego burmistrza Sanoka w latach 1929–1934.
Aital Witoszyński został pochowany na cmentarzu przy ul. Rymanowskiej w Sanoku (później w tym miejscu spoczął Tadeusz Malawski).